# اترینگایت

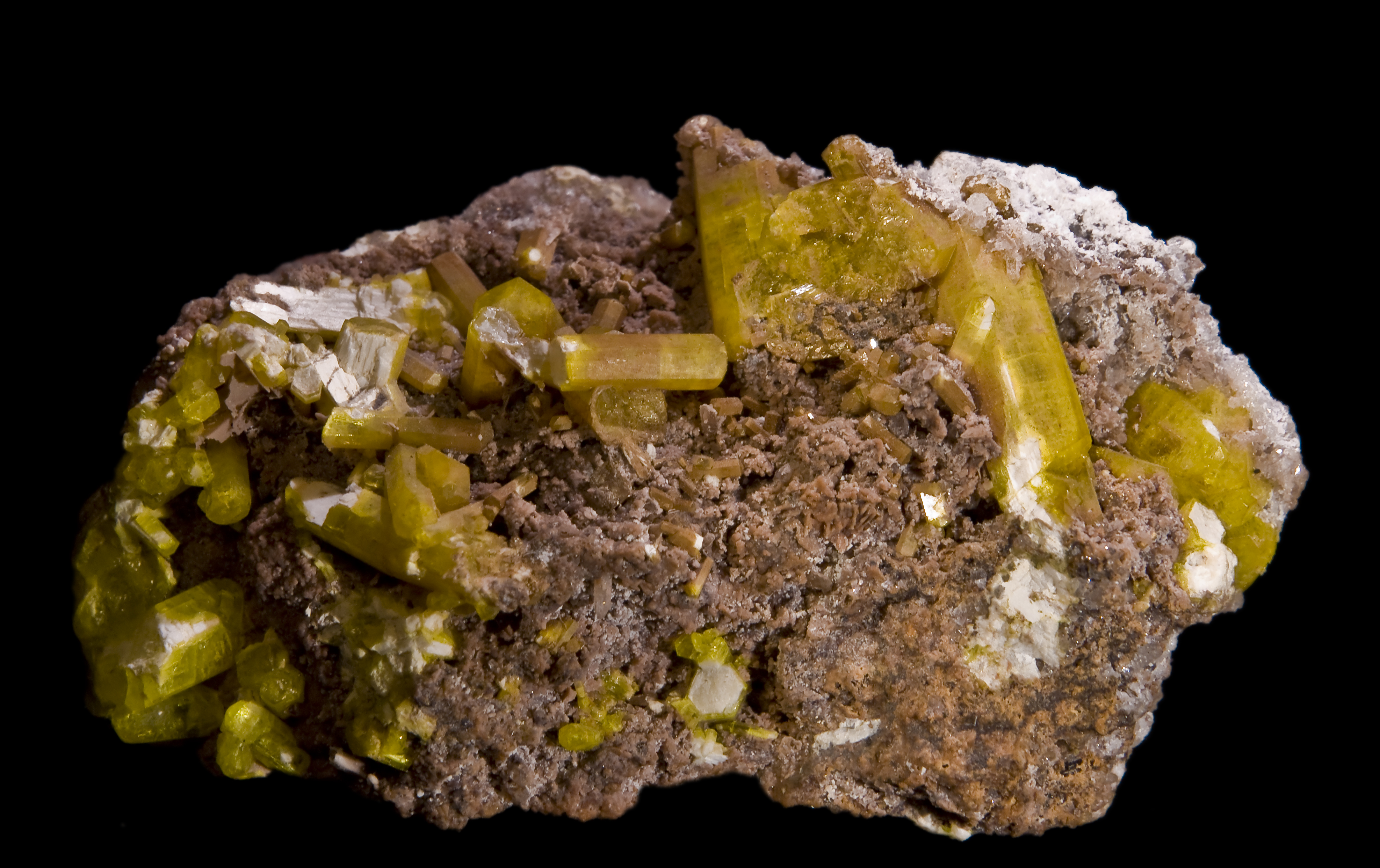
اترینگایت یافت‌شده در معدن نچوانینگ آفریقای جنوبی

اترینگایت (به انگلیسی: Ettringite) یا هگزاکلسیم آلومینات تری‌سولفات هیدرات یک کانی با ترکیب شیمیایی تقریبی ‎Ca6Al2(SO4)3(OH)12·[30-32](H2O)‎ یا ‎Ca6Al2(SO4)3(OH)12·[26](H2O)‎ است. این کانی فراوان‌ترین عضو گروه اترینگایت در طبیعت است. این فاز محصول هیدراسیون سیمان پرتلند بوده و نیز در سفیدکردن کاغذ کاربرد دارد.

## تاریخچه
این مینرال در سال ۱۸۷۴ در ناحیه اترینگن در حفرات آخال سنگ‌های آهکی متامورف کشف و اترینگایت نامیده شد. در ابتدا فرمول شیمیایی آن به صورت 6CaO. Al2O3. 3SO3. 33H2O  یا  6CaO. Al2O3. 3SO3.32H2O  فرض می‌شد.

## بلورشناسی
این کانی در ساختار بلوری هگزاگونال با گروه فضایی P31c (شماره ۱۵۹) متبلور می‌شود.
پارامترهای شبکهٔ آن عبارتند از:
|         | Goetz-Neunhoeffer 2006 | Hartman 2006         | Antao 2002     | ICDD-PDF (41-1451) 1989 |
| ------- | ---------------------- | -------------------- | -------------- | ----------------------- |
| a (Å)   | 11.229(1)              | 11.166881(82)        | 11.223(1)      | 11.2240                 |
| c (Å)   | 21.478(3)              | 21.35366(22)         | 21.474(2)      | 21.4080                 |
| V (Å3)  | 2345.46(6)             | 2306.4(3)            | 2342.2(5)      | 2335.62                 |
| توضیحات | پراش اشعه ایکس         | پراش نوترونی (T=10K) | پراش اشعه ایکس | پراش اشعه ایکس          |

در ساختار بلوری این کانی، یک هشت‌وجهی Al(OH)6 و سه Ca([OH]4[OH2]2)[OH2]2 منشور مثلثی دوسر پوشیده با اشتراک یال‌هایشان ستون‌های نامتناهی موازی [001] ایجاد می‌کنند و چهاروجهی‌های SO4 و مولکول‌های آب در میان ستون‌ها واقع شده‌اند.

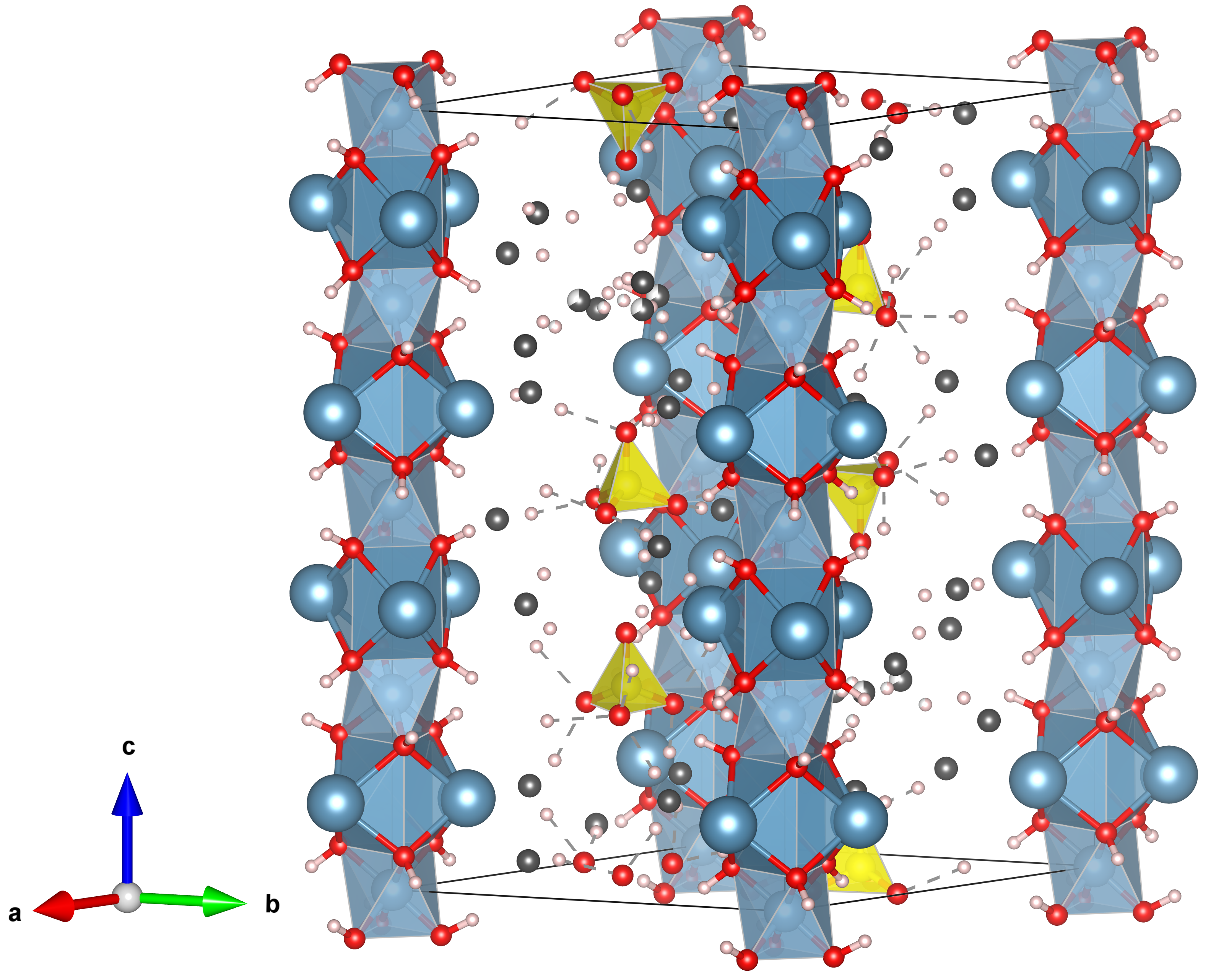
ساختار بلوری اترینگایت که متعلق به کلاس دی‌تریگونال پرامیدال رومبوهدرال همی‌مورفیک است
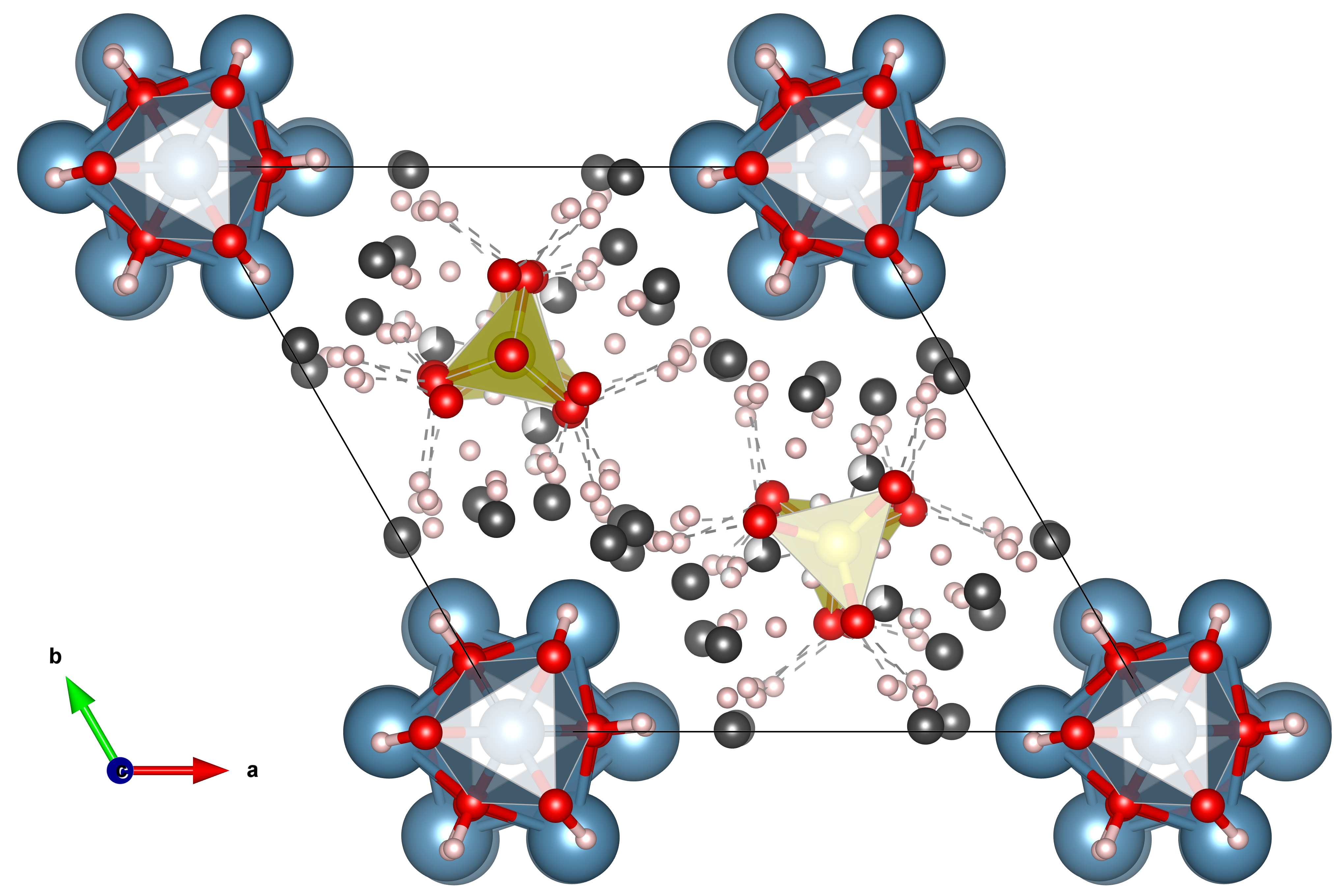

## در سیمان پرتلند

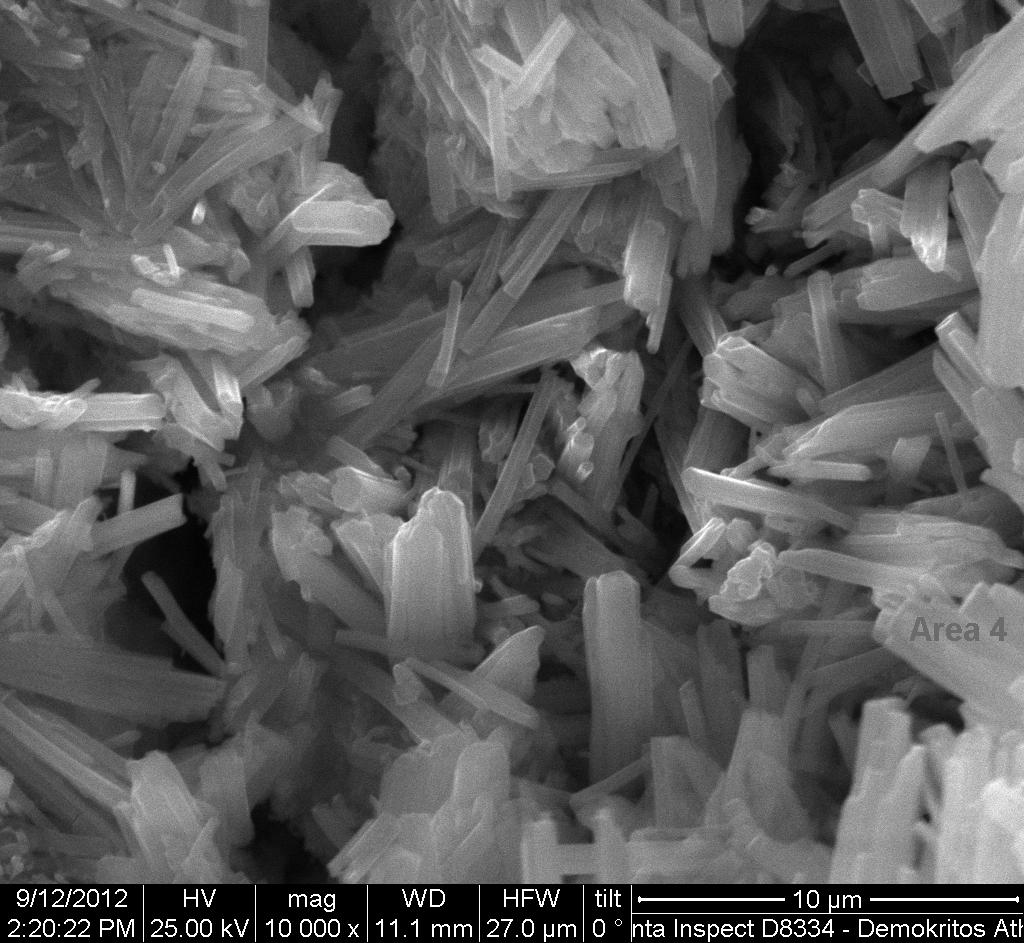
تصویر میکروسکوپ الکترونی روبشی از بلورهای سوزنی شکل اترینگایت تشکیل‌شده در داخل حفره‌های بتن

تشکیل اترینگایت (C6A$3H32) -که یکی از ترکیبات فاز AFt سیمان است- از C3A و $C در حضور هیدروکسید کلسیم به صورت زیر انجام می‌شود:
{\displaystyle 3CaO.Al_{2}O_{3}+3CaSO_{4}+32H_{2}O\to 3CaO.Al_{2}O_{3}.3CaSO_{4}.32H_{2}O}
به محض ترکیب سیمان با آب، تشکیل اترینگایت آغاز شده و به صورت سیگموئید ادامه می‌یابد. این اترینگایت، «اترینگایت اولیه» نامیده می‌شود که به‌طور همگن رشد پیدا می‌کند. تشکیل اترینگایت منجر به افزایش حجم بتن/سیمان می‌شود که به علت قابلیت تغییر شکل پلاستیک سیمان قبل از گیرش کامل، این افزایش حجم بی‌ضرر بوده و باعث پرشدن حفره‌های موجود در سیمان می‌شود. از این خاصیت اترینگایت برای تولید سیمان انبساطی استفاده می‌شود. در مقابل، تشکیل تأخیری اترینگایت به علت عدم امکان تغییر شکل زمینه، باعث به وجود آمدن تنش کششی در مرز مشترک با فاز مادر می‌شود که می‌تواند موجب ایجاد ترک شود.